# Sylwester Szmyd
Sylwester Szmyd (Bydgoszcz, 2 marzo 1978) è un dirigente sportivo ed ex ciclista su strada polacco con caratteristiche di passista-scalatore, professionista dal 2001 al 2016.

## Carriera
Tra i dilettanti è attivo per tre anni in Toscana, vincendo nel 2000 la Bologna-Raticosa. Passato professionista nel 2001 con la Tacconi Sport-Vini Caldirola, dimostra presto di essere un passista-scalatore di ottimo livello. Svolgendo mansioni di gregariato risulta per questo, dal 2004 al 2008, in maglia Saeco e Lampre, uno degli uomini più preziosi in salita per Damiano Cunego nelle grandi corse a tappe.
Nel 2009 passa alla Liquigas sotto indicazione di Ivan Basso. Con la maglia della squadra ottiene il primo e unico successo tra i professionisti, aggiudicandosi la quinta tappa del Critérium du Dauphiné Libéré 2009 grazie ad una fuga all'inizio del Mont Ventoux. Nel 2013 si trasferisce al Movistar Team e nel 2015 alla CCC Sprandi Polkowice; al termine del 2016 abbandona quindi l'attività.
Nel 2019 diventa direttore sportivo della Bora-Hansgrohe, la squadra di Peter Sagan.

## Palmarès
- 1996 (Juniores)

3ª tappa Vöslauer Jugend Tour (Mittersill > Seeboden)
- 1999 (Under-23)

Gran Premio Ciaponi Edilizia
- 2000 (Under-23)

Gran Premio Città di Foligno
Bologna-Raticosa
Coppa Contessa Carnevale - Memorial Fausto Coppi
- 2009 (Liquigas, una vittoria)

5ª tappa Critérium du Dauphiné Libéré (Valence > Mont Ventoux)

### Altri successi
- 2010 (Liquigas, una vittoria)

4ª tappa Giro d'Italia (Savigliano > Cuneo, cronosquadre)

## Piazzamenti

### Grandi Giri
- Giro d'Italia

2002: 44º
2003: 24º
2004: 43º
2005: 64º
2006: 19º
2007: 28º
2008: 23º
2009: 44º
2010: 60º
2011: 82º
2012: 28º
- Tour de France

2008: 26º
2010: 61º
2011: 42º
2012: 71º
- Vuelta a España

2002: 38º
2004: 74º
2005: 24º
2006: 14º
2007: 25º
2009: 17º
2013: 45º

### Classiche monumento
- Milano-Sanremo

2014: 103º

### Competizioni mondiali
- Campionato del mondo su strada

Lisbona 2001 - In linea Elite: ritirato
Hamilton 2003 - In linea Elite: 57º
Mendrisio 2009 - In linea Elite: 24º
Toscana 2013 - In linea Elite: ritirato